# Anatole (géant processionnel)
Pour les articles homonymes, voir Anatole.

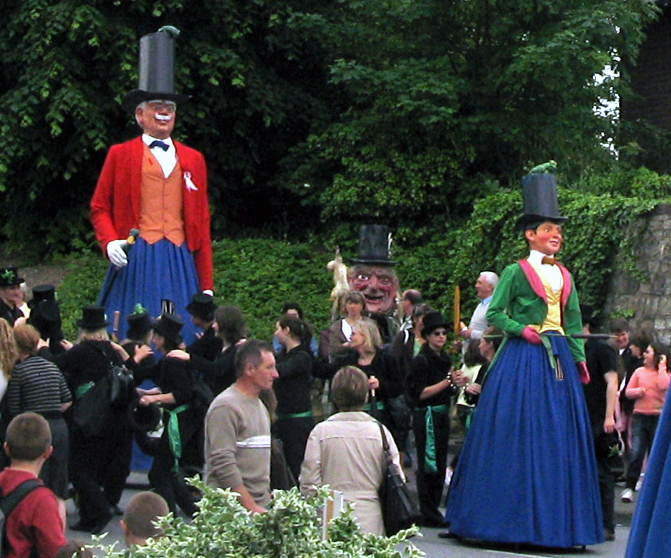
Anatole (à droite) et ses 2 comparses de Villeneuve-d'Ascq, Grand-Père Guernouillard (à gauche) et L'Affreux Luquet (au centre).

Anatole est un géant de processions et de cortèges inauguré en 1998, à Flers-Bourg (Flers-lez-Lille) et représentant Villeneuve-d'Ascq, en France.
Anatole est le « petit-fils » du géant Grand-Père Guernouillard, qui eut une deuxième naissance en 2002 (après sa destruction lors de la Seconde Guerre mondiale). Il est d'une hauteur de 2,80 m et d'un poids de 19 kg. Il nécessite un seul porteur. Il a été conçu pour être porté par des enfants.
Il est identifiable par sa tenue très chic : redingote verte à revers rose, gilet jaune soigneusement boutonné, nœud papillon et bien sûr le haut-de-forme sur lequel est juchée une grenouille verte. Il porte des gants roses et, dans la main droite, il tient un roseau.
Le groupe des accompagnateurs du géant est costumé en noir, avec 2 « touches » vertes : une large ceinture de tissu, et bien entendu la fameuse grenouille fixée sur le haut-de-forme.
Anatole est très généralement accompagné d'un géant plus grand, Grand-Père Guernouillard, et d'une grosse tête de carnaval, L'Affreux Luquet.

## Pour approfondir